# Aepfeltonne
Die Aepfeltonne  war ein auf Holstein begrenztes Volumenmaß für die Masse von vier Lübecker Haferscheffeln. Dieses wurde für den Handel mit trockenen Waren, außer Weizen und Roggen, gehäuft genommen. Der Scheffel für diese zwei Getreidearten war kleiner und hatte 1749 Pariser Kubikzoll oder 34,694 Liter.
- 1 Aepfeltonne = 4 Scheffel (Hafer) = 158,056 Liter
- 1 Scheffel (Hafer, gehäuft) = 1992 Pariser Kubikzoll = 39,514 Liter